# Орлов (Краснодарский край)
Орлов — хутор в Гулькевичском районе Краснодарского края России. Входит в состав Николенского сельского поселения.

## Население
| 2002 | 2010 |
| ---- | ---- |
| 155  | ↘125 |

## Улицы
- ул. Октябрьская[5].